# Carlotta di Rohan-Rochefort
Carlotta di Rohan, "Mademoiselle de Rochefort" (Parigi, 25 ottobre 1767 – Parigi, 1º  maggio 1841) fu una nobildonna francese appartenente al casato dei Rohan. Andò sposa a Luigi Antonio di Borbone-Condé, duca d’Enghien fucilato nel 1804 nel castello di Vincennes con l'accusa di tradimento.

## Biografia
Carlotta era figlia di Charles Jules Armand, principe di Rochefort, e di Marie-Henriette d'Orléans, ultima esponente del ramo degli Orléans-Rothelin. Discendenti dei sovrani di Bretagna, i membri del casato dei Rohan, avevano diritto al titolo di "Altezza". Era anche nipote del cardinale de Rohan, del quale fu erede universale.
Sposò segretamente nel Baden, il 18 febbraio 1804, il duca di Enghien, con il quale visse ad Ettenheim meno di un mese, in quanto il duca, che già aveva combattuto nelle armate di emigré francesi a fianco delle potenze centrali contro la repubblica rivoluzionaria francese, al comando del nonno paterno, il principe di Condé, venne rapito, per ordine di Napoleone Bonaparte, da un contingente di cavalleria francese agli ordini dell'allora generale di brigata Michel Ordener, tradotto a Parigi con l'accusa di complottare contro la vita dell primo console, processato e condannato poi per tradimento (l'accusa di cospirazione cadde e fu mutata in alto tradimento per aver combattuto contro l'esercito repubblicano francese) e fucilato nel fossato del castello di Vincennes il 21 marzo 1804.
Il matrimonio fu celebrato in segreto (probabilmente una prima "promessa" o celebrazione era già avvenuta anni prima), essendo ad esso contrario il nonno paterno del duca di Enghien. Dopo la morte del marito, Carlotta non si risposò più, vivendo nella memoria dell'amato Luigi Antonio, fino al raggiungimento del 73º anno di età.